# 都島橋

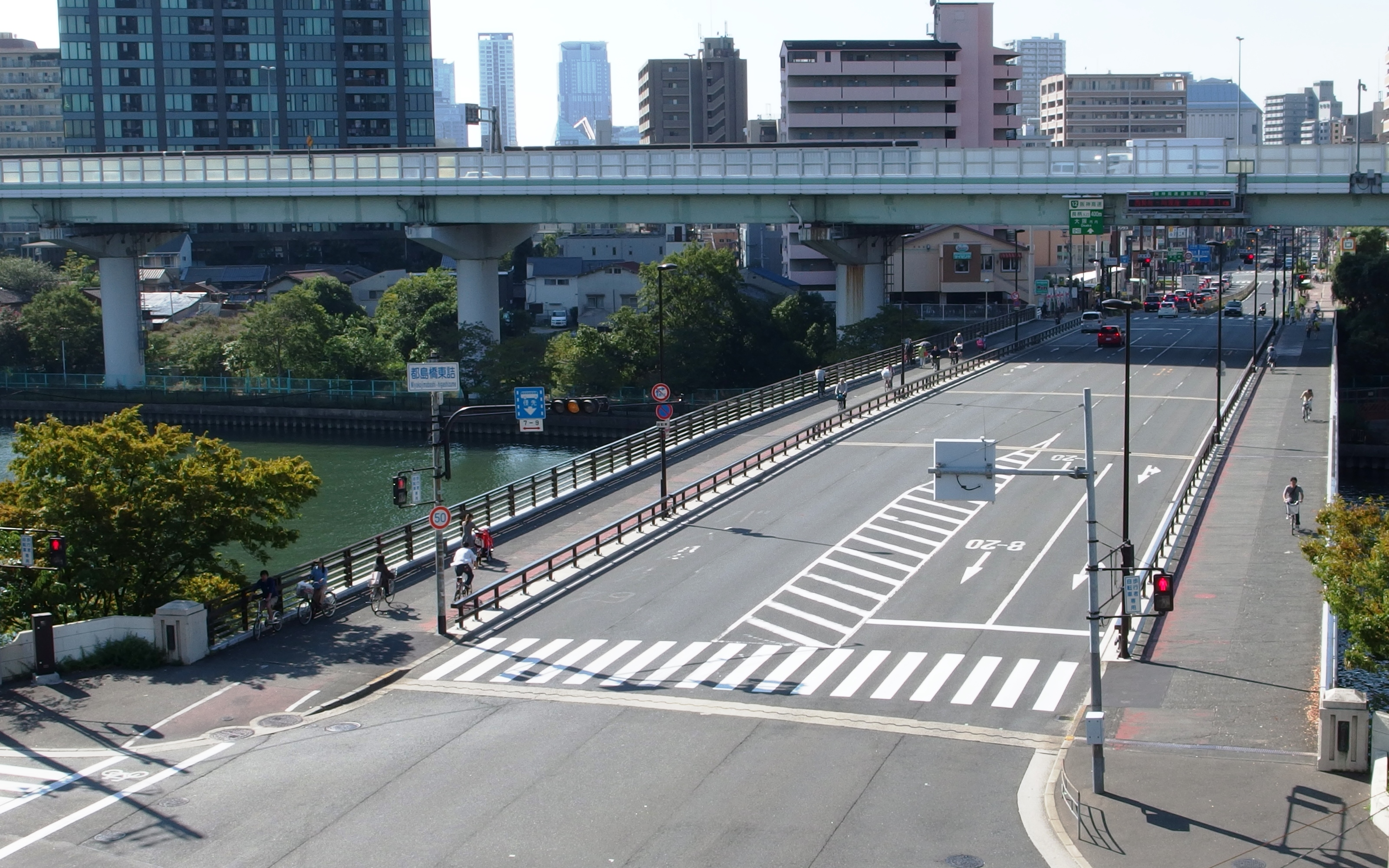
都島橋 （橋より向こうは北区）。都島橋の上を横切るのは、阪神高速12号守口線。

都島橋（みやこじまばし）は、大阪府大阪市北区と都島区を結ぶ大川に架かる都島通の橋。
最初の橋は大正11年（1922年）に大阪市道大阪環状線の橋として架けられ、同時に大阪市電梅田善源寺町線の軌道が敷設された。現在の橋は昭和31年（1956年）に竣工している。市電は昭和44年（1969年）に廃止された。

## 概要
- 形式　桁橋（4径間ゲルバー式鋼鈑桁）
- 橋長　145.0m
- 幅員　26.0m
- 両側歩道幅員　2.0m
- 両側自転車道幅員　2.0m
- 着工　昭和28年（1953年）
- 完成　昭和31年（1956年）
- 拡幅　昭和54年（1979年）

## アクセス
- JR環状線 桜ノ宮駅およそ450m
- OsakaMetro 天神橋筋六丁目駅およそ500m